# АТВ (Запоріжжя)
«АТВ» — запорізька закрита приватна телерадіокомпанія, що вела мовлення на Запоріжжя та область.

## Про телеканал
«АТВ» почав працювати у 2000 році на базі ТРК «Алекс». Телеканал позиціонував себе як телеканал для всієї родини .
28 травня 2013 року Національна рада з питань телебачення і радіомовлення внесла зміни до ліцензії ТОВ «ТРК „Алекс ТВ“». Відтоді телеканал не ретранслює програми «2+2», а показує їх як власний продукт.

## Основні програми[2]
"Дитячий світ" — передача для самих маленьких телеглядачів, де показували нові мультики.
"Піна-колада" — програма, у який молодь могла дізнатися усі новини молодіжного життя.
"Дамський час" — передача для жінок про світське життя Запоріжжя, новини моди і стилю, елітні заклади міста.
"Гаманець" — рекламно-інформаційна передача, яка вводила глядача в курс цін та якості товару, розповідала про технології та нові відкриття.
"Місто майстрів" — культурологічна програма про таланти Запоріжжя.
"Тиждень в об'єктиві" — огляд поточних подій, новини Запоріжжя.